# Piilolampi
Piilolampi är en sjö i kommunen Vaala i landskapet Norra Österbotten i Finland. Arean är 1 hektar och strandlinjen är 0,4 kilometer lång. Sjön  ingår i Uleälvens huvudavrinningsområde.   Den ligger omkring 71 kilometer nordväst om Kajana och omkring 520 kilometer norr om Helsingfors. 
Piilolampi ligger nordöst om Saarijärvi. 